# Nestor Carbonell
Nestor Carbonell, född 1 december 1967 i New York, är en amerikansk skådespelare. Han är gift med Shannon Kenny sedan 3 januari 2001 och har 2 barn med henne. Nestor spelade Richard Alpert i TV-serien Lost.

## Filmografi
- 2025 – RIP
- 2013 – Bates Motel (TV-serie)
- 2012 – The Dark Knight Rises – Borgmästare Anthony Garcia
- 2010 – Noah's Ark: The New Beginning (röst)
- 2007–2010 – Lost (TV-serie)
- 2008 – The Dark Knight - Borgmästare Anthony Garcia
- 2008 – Killer Movie
- 2007 – Cane (TV-serie)
- 2002 – 2007 – Kim Possible (röst)
- 2006 – Smokin' Aces
- 2004 – 2006 – Strong Medicine
- 2005 – The Lost City
- 2005 – Fertile Ground
- 2004 – Century Ground
- 2001 – 2003 – The Tick
- 2003 – Manhood
- 2002 – The Laramie Project
- 2001 – New Suits
- 2001 – These Old Broads
- 2001 – Jack the Dog
- 2001 – Agua Dulce
- 1996 – 2000 – Suddenly Susan
- 2000 – Attention Shoppers
- 2000 – Resurrection Blvd.
- 2000 – Noriega: God's Favorite
- 1996 – Garage Sale

Carbonell har också gästskådespelat i serier som bl. a Scrubs, House, Cold Case, Ally McBeal, Melrose Place och Law & Order.